# جیمز آلفرد اوینگ
جیمز آلفرد اوینگ (انگلیسی: James Alfred Ewing؛ زاده ۲۷ مارس ۱۸۵۵ درگذشته ۷ ژانویهٔ ۱۹۳۵) یک فیزیک‌دان و مهندس اهل اسکاتلند بود.